# Katy Caro
Katy Caro (n. 14 de julio de 1984) es una actriz pornográfica húngara.

## Biografía
Su carrera como actriz porno comenzó en 2004, la mayoría de sus producciones son para 21st Sextury y Private, más específicamente para DPF y AHF.
Desde sus inicios es habitual verla en escenas de sexo anal.